# انجمن رمز ایران
انجمن رمز ایران یک انجمن علمی فعال در حوزهٔ رمزنگاری است که در سال ۱۳۷۹ در دانشگاه شریف تأسیس شده‌است. محمدرضا عارف و عبادالله محمودیان از اعضای موسس این انجمن هستند.  این انجمن گردهمایی بین‌المللی را با عنوان «کنفرانس سالانه انجمن رمز ایران» هر ساله در یکی از دانشگاه‌های ایران برگزار می‌کند. همچنین این انجمن دوفصل‌نامه‌ای علمی‌ترویجی با نام «منادی افتا (امنیت فضای تولید و تبادل اطلاعات)» منتشر می‌کند. شاخه‌های دانشجویی این انجمن در چند دانشگاه ایران فعال هستند.ریاست فعلی انجمن را محمود سلماسی زاده بر عهده دارد.